# Valleytronics
Valleytronics (de valley and electronics) és una àrea experimental de semiconductors que explota els extrems locals ("valls") en l'estructura de la banda electrònica. Alguns semiconductors tenen múltiples "valls" a l'estructura de bandes electròniques de la primera zona de Brillouin, i es coneixen com a semiconductors multivalls. Valleytronics és la tecnologia de control sobre el grau de llibertat de la vall, un màxim/mínim local a la banda de valència / conducció, d'aquests semiconductors multivall.

## Detalls
El terme va ser encunyat en analogia amb l'espintrònica. Mentre que a l'espintrònica s'aprofita el grau intern de llibertat d'espíritu per emmagatzemar, manipular i llegir bits d'informació, la proposta de valleytronics és fer tasques similars utilitzant els múltiples extrems de l'estructura de la banda, de manera que la informació de 0s i 1s s'emmagatzema com a diferents valors discrets del moment del cristall.
Valleytronics pot referir-se a altres formes de manipulació quàntica de valls en semiconductors, inclosa la computació quàntica amb qubits basats en valls, bloqueig de valls i altres formes d'electrònica quàntica. Primera evidència experimental del bloqueig de la vall previst a la Ref. (que completa el conjunt del bloqueig de càrrega de Coulomb i el bloqueig d'espín de Pauli) s'ha observat en un transistor de silici dopat amb un sol àtom.
Es van realitzar diverses propostes i experiments teòrics en una varietat de sistemes, com ara el grafè, fosforè de poques capes, algunes monocapes de dicalcogenur de metalls de transició, diamants, bismut, silici, nanotubs de carboni, arsenur d' alumini i silici.